# A Case of You (filme)
A Case of You (Brasil: Um Caso de Amor ) é um filme estadunidense de comédia romântica de 2013 lançado no Festival de Cinema de Tribeca. O filme foi dirigido por Kat Coiro e produzido por Justin Long, que escreveu o roteiro com seu irmão Christian e Keir O'Donnell, que também estrela o filme.

## Sinopse
Sam, um jovem autor de Nova York, está insatisfeito com sua vida. Embora sua romantização do filme Teen Vampire seja popular, ele não quer escrever as outras romantizações que seu agente Alan instiga; Sam sofre de bloqueio de escritor com seu próprio trabalho, no entanto. Ele está apaixonado por Birdie, uma artista de rua e barista na cafeteria local, mas não sabe como conhecê-la.
Depois que seu colega de quarto Eliot sugere verificar o perfil de Birdie no Facebook, Sam decide fingir que ele compartilha os interesses que ela lista em seu perfil. Ele começa a aprender a tocar violão e cozinhar culinária francesa, e compra livros de Walt Whitman e canções de Joan Baez. Depois de fingirem se encontrar acidentalmente em um clube de comédia que Birdie mencionou online os dois se tornam amigos e parceiros em uma aula de dança de salão, e Sam começa a escrever um romance baseado em seu relacionamento.
Passando mais tempo com ela, Sam finge compartilhar os outros interesses de Birdie, incluindo pedicures e bourbon. Eles começam a se apaixonar, e Birdie acompanha Sam, Eliot, e a namorada de Eliot, Ashley, a um retiro espiritual onde dormem juntos pela primeira vez. Embora Sam goste de passar um tempo com Birdie, ele acha que participar de seus muitos interesses é difícil, e é intimidado por sua habilidade em áreas como caricatura, canto e escalada.
Depois que Birdie diz a Sam que ela o ama e menciona o plano de seus pais para assistir ao seu iminente recital de dança, um Sam inseguro desencoraja seu interesse por ele. Em uma reunião de campo Alan e outro agente elogiam o romance de Sam como um retrato soberbo de um patético "eunuco" que, depois de terminar tolamente com sua namorada, está condenado a permanecer sozinho. Percebendo que ele cometeu um erro, Sam corre para o recital onde Birdie está prestes a se apresentar com outro parceiro. Ele declara seu amor por ela e confessa ter usado seu perfil no Facebook para ajustar sua personalidade pública. Ela diz a ele que sabia o tempo todo, até adicionando itens para ver se ele responderia. Eles começam a dançar juntos.

## Elenco
- Justin Long como Sam
- Evan Rachel Wood como Birdie
- Sam Rockwell como Gary
- Sienna Miller como Sarah
- Brendan Fraser como Tony
- Vince Vaughn como Alan
- Peter Dinklage como Gerard
- Keir O'Donnell como Eliot
- Busy Philipps como Ashley
- Peter Billingsley como Scott
- Mizuo Peck como Jemily
- Emilio Delgado como Roberto
- Savannah Wise como Lily
- Scott Adsit como Locutor Cheesy

## Lançamento
A Case of You foi lançado nos cinemas em 21 de abril de 2013.

## Mídia doméstica
A Case of You foi lançado em DVD em 4 de fevereiro de 2014. Amazon e a Netflix lançaram o filme em 4 de fevereiro de 2014. Redbox lançou o filme em 25 de fevereiro de 2014.

## Resposta crítica
No Rotten Tomatoes, o filme tem uma avaliação de 44%, com base em 18 críticas, com uma classificação média de 4,6/10. Metacritic dá ao filme uma pontuação de 38 de 100, baseado em 9 críticos, indicando "críticas geralmente desfavoráveis".